# Слободан Симоновић
Слободан Симоновић (Београд, 26. април 1949) је српски инжењер грађевинства и академик, инострани члан састава Српске академије наука и уметности од 4. новембра 2021.

## Биографија
Завршио је основне студије на Грађевинском факултету Универзитета у Београду 1974, магистратуру Центра за мултидисциплинарне студије Универзитета у Београду 1977. и докторат на Универзитету Калифорније 1981. године. Радио је као асистент у Институту за водопривреду „Јарослав Черни” 1974—1976, као истраживач 1976—1978. и као заменик директора Одељења за Водопривредне студије 1982—1985, као предавач на Департману грађевинског инжењерства Универзитета Калифорније 1980—1981, као доцент на Грађевинском факултету Универзитетa у Новом Саду 1984—1986, као главни инжењер у Енергопројекту 1985—1986, као ванредни професор на Департману за грађевинско и геолошко инжењерство Универзитета у Манитоби 1986—1992. и као редовни професор 1992—2000, као директор и професор Института за природне ресурсе Универзитета у Манитоби 1996—2000, као професор Департмана за грађевинарство и инжењерство заштите животне средине Грађевинског факултета Универзитета Западног Онтарија 2000—2019. и као професор емеритус од 2019. и као директор Института за смањење штета од катастрофалних појава Универзитета Западног Онтарија од 2000. године. Придружени је уредник Hydrological Sciences Journal 1993—1999, члан је уредништва Water Resources Management Journal 1994—2025, The Journal of Geographic Information and Decision Analysis 1996—2004, научни је уредник Water International 1998—2000, члан је уредништва The Canadian Resources Journal 2004—2010, The Open Civil Engineering Journal 2007—2017, International Journal 2008—2016, придружени је уредник Journal of Flood Risk Management 2010—2019, члан је уредништва International Journal of Environment and Climate Change од 2012, придружени је уредник Modeling Earth Systems and Environment од 2014, Brazilian Journal of Water Resources 2015—2018, научни је уредник Water International 2016—2018, члан је уредништва Advances in Climate Change Research 2018—2022, придружени је уредник Water од 2019. и научни је уредник од 2020, Water Sector of Russia Journal од 2020. и члан је уредништва Intelligent Decision Technologies.
Почасни је члан академског удружења Канадског друштва за грађевинарство од 1986, Међународног удружења за водене ресурсе од 1987, доживотни је почасни члан Америчког друштва грађевинских инжењера од 1987, почасни је члан Удружења „Милутин Миланковић” од 2011, академик је Канадске инжењерске академије од 2013. и Краљевског друштва Канаде од 2020. године. Добитник је награде за најистакнутији рад објављен у часопису Journal of Professional Issues in Engineering Education and Practice 1992. Америчког друштва грађевинских инжењера 1993, награде за најбољи рад објављен у часопису Water International Journal Међународне асоцијације за водне ресурсе 1997, међународне награде за значајан допринос напретку у области хидрологије и водних ресурса Јапанског друштва за хидрологију и водне ресурсе 2001, награде за изврсност Canadian Consulting Engineering 2003, награде Камиј Дажене за изузетан допринос развоју и примени хидротехничког инжењерства у Канади 2005, председавајући је интернационалног комитета за организацију Међународне конференције о управљању поплавама од 2008, добитник је награде Ven Te Chow за животна достигнућа у области водопривреде и значајан допринос у истраживању, образовању и пракси Америчког друштва грађевинских инжењера 2013, награде за изузетан допринос области управљања водним ресурсима Европског удружења за водне ресурсе 2017, награде за допринос сарадњи између Кине и Канаде Кинеског института за водопривреду и хидроенергетику 2018, златне повеље Удружења „Милутин Миланковић” 2020, почасни је професор Кинеског института за водопривреду и хидроенергетику 2020. и укључен је у ранг листу „1000 најутицајнијих научника који се баве климатским променама” 2021. године.